# 104 (število)
104 (stó štíri) je naravno število, za katero velja 104 = 103 + 1 = 105 - 1.

## V matematiki
- sestavljeno število.
- Zumkellerjevo število.

## V znanosti
- vrstno število 104 ima rutherfordij (Rf).

## Drugo

### Leta
- 104 pr. n. št.
- 104, 1104, 2104